# Dichorragia pelurius
Dichorragia pelurius är en fjärilsart som beskrevs av Hans Fruhstorfer 1897. Dichorragia pelurius ingår i släktet Dichorragia och familjen praktfjärilar. Inga underarter finns listade i Catalogue of Life.